# 소설가 (제자백가)
소설가(小説家)는 중국 춘추전국시대의 제자백가 학파 중 하나이다.
고사(故事, 세상의 사건, 설화 등)를 이야기로 전하고 서적으로 남겼다. 반고는 《한서》 제30권 〈예문지〉에서 “소설가는 패관(稗官), 즉 민간의 풍속이나 정사(政事)를 살피기 위해 가설 항담을 모아 기록하는 일을 하던 벼슬아치로부터 발생되었다”라고 말하고 있다. 주된 학자, 사상가 또는 서적은 육자(鬻子) · 청사자(青史子) 등이 있다.